# Parque Mascarenhas de Moraes
O Parque Marechal Mascarenhas de Moraes é um parque localizado na rua Aloísio Filho, n.° 570, no bairro Humaitá, na cidade brasileira de Porto Alegre. Foi inaugurado em 2 de julho de 1982.
Foi o primeiro parque oriundo da "lei de parcelamento de solos", que é uma divisão do terreno em lotes de acordo com a qualidade e com a vocação dos solos. Um aterro sanitário com resíduos domésticos foi feito na área de banhado, com a finalidade de permitir a ocupação urbana. Contudo, a área natural do parque Mascarenhas de Moraes recuperou as características do banhado original.
O parque possui uma área de lazer e recreação e uma área de preservação permanente e, dos 18,3 hectares de parque, oito são de banhado e seis de reserva ecológica. O ambiente do banhado e a vegetação nativa plantada compõem caminhos e recantos de beleza natural. Além disso, dispõe de quadras de futebol e de vôlei, cancha de bocha, pista de patinação e equipamentos esportivos, bem como churrasqueiras e quiosques cobertos.